# 이승효
이승효(李承洨, 1980년 6월 17일 ~ )는 대한민국의 배우이다. 2022년 3월 1일 배우 정태우의 여동생과 백년가약을 맺는다.

## 생애
1999년에 뮤지컬 배우로 첫 데뷔하였으며 2004년 연극 배우로 첫 데뷔하였고 2006년 KBS 《KBS 드라마시티 - 건달 언어순화 대작전》으로 정식 연기자 데뷔하였다. 2009년 MBC 《선덕여왕》에서 알천 역을 맡아 열연했으며, 이 역으로 MBC 연기대상 신인상을 수상하였다. 또한 선덕여왕에서 보여준 이승효의 연기로 인하여 대중들 사이에서 알천이라는 신라시대의 인물을 유명해지게 하였다.
공동경비구역 (JSA)에서 저격수로 군 복무 하였다 (2000년 12월 ~ 2003년 2월).
아버지는 KBS 《TV쇼 진품명품》에서 도자기 전문 감정위원으로 출연했던 명지대학교 사회교육원 교수 이상문이다.

## 학력
- 충주공업고등학교
- 충주대학교 산업공학과 학사
- 중앙대학교 대학원 공연영상학과

## 출연

### 방송

#### 드라마
- 2006년 KBS 2TV 《KBS 드라마시티 - 건달 언어순화 대작전》
- 2006년 SBS 《연개소문》 - 부여태 역
- 2007년 KBS 1TV 《대조영》 - 도협 장군 역
- 2008년 KBS 2TV 《최강칠우》 - 분녀 역
- 2009년 MBC 《선덕여왕》 - 알천 역
- 2009년 KBS 1TV 《천추태후》 - 오현명 역
- 2009년 SBS 《두 아내》 - 규석 역
- 2010년 KBS 1TV 《전우》 - 정택수 역[5]
- 2011년 KBS 2TV 《드라마 스페셜 연작 시리즈 - 헤어쇼》 - 정은수 역[6]
- 2011년 MBC 《8.15 특집 드라마 - 절정》 - 윤세주 역[7]
- 2011년 MBC 《불굴의 며느리》 - 장비 역[8]
- 2011년 MBC 《나도, 꽃!》 - 재희의 재벌 친구 역 (특별 출연)
- 2012년 MBC 《무신》 - 고려 고종 역[9]
- 2012년 SBS 플러스 《풀하우스 2》[10]
- 2013년 Jtbc 《궁중잔혹사 꽃들의 전쟁》 - 양고리 역
- 2015년 MBC 《화정》 - 이시백 역
- 2015년 SBS 《육룡이 나르샤》 - 진안대군 역
- 2019년 MBC 《신입사관 구해령》 - 서문직 역 (특별 출연)

### 공연

#### 연극
- 2004년 《햄릿》 - 햄릿 왕자 역

### 뮤직비디오
- 2010년 엠투엠 - 〈괜히 내가〉

## 수상
- 2007년 제15회 최고인기연예대상 드라마부문 신인상 《대조영》
- 2009년 MBC 연기대상 남자 신인상 《선덕여왕》[11]
- 2011년 제3회 아시아 주얼리 어워드 루비상